# Nati nel 1946/Marzo
| Questa pagina contiene informazioni ricavate automaticamente dalle voci biografiche con l'ausilio del template Bio e di un bot. L'aggiornamento è periodico e automatico e ricostruisce completamente la pagina. Se manca una persona in questa lista, sei pregato di non aggiungerla, ma accertati piuttosto che la sua voce biografica contenga il template Bio e che i dati anagrafici siano correttamente compilati. Se il template Bio manca, inseriscilo tu stesso o, in alternativa, metti l'avviso {{tmp\|Bio}} che ne segnala la mancanza. Se i dati riportati sono sbagliati, correggi direttamente la voce biografica; le modifiche saranno visibili in questa lista entro pochi giorni. Per chiarimenti vedi il progetto biografie. La lista contiene solo le 272 persone che sono citate nell'enciclopedia e per le quali è stato implementato correttamente il template Bio. Pagina aggiornata al 18 lug 2025. |

- 1º marzo - Tony Ashton, cantante britannico († 2001)
- 1º marzo - Elvin Bethea, ex giocatore di football americano statunitense
- 1º marzo - Blagoje Bratić, calciatore jugoslavo († 2008)
- 1º marzo - Jim Crace, scrittore inglese
- 1º marzo - Jan Kodeš, ex tennista cecoslovacco
- 1º marzo - Barbara Lory, cantante e attrice italiana
- 1º marzo - Ed Lukowich, giocatore di curling canadese
- 1º marzo - László Pusztai, calciatore ungherese († 1987)
- 1º marzo - Lana Wood, attrice e produttrice televisiva statunitense
- 2 marzo - Girolamo Cannariato, politico italiano
- 2 marzo - Ángel Liciardi, ex calciatore argentino
- 2 marzo - Michel Longueville, ex cestista francese
- 2 marzo - Titus Tarău, ex cestista rumeno
- 2 marzo - Felix Unger, medico austriaco
- 3 marzo - James Craig Adamson, ex astronauta statunitense
- 3 marzo - Kyriakos Apostolidīs, ex calciatore greco
- 3 marzo - Charles Asati, ex velocista keniota
- 3 marzo - Ejup Ganić, politico bosniaco
- 3 marzo - Richard Mabuza, maratoneta swati († 2018)
- 3 marzo - Dek Messecar, bassista e cantante canadese
- 3 marzo - Giorgio Nardello, ex calciatore italiano
- 3 marzo - Attilio Perotti, allenatore di calcio, dirigente sportivo e ex calciatore italiano
- 3 marzo - Hugo Vignetti, pilota motociclistico argentino († 2016)
- 4 marzo - Renzo Caramaschi, politico italiano
- 4 marzo - Giuseppe Casarrubea, storico e saggista italiano († 2015)
- 4 marzo - Felicity Field, ex sciatrice alpina britannica
- 4 marzo - Haile Gerima, regista etiope
- 4 marzo - Patricia Kennealy, scrittrice e giornalista statunitense († 2021)
- 4 marzo - Ralph Kirshbaum, violoncellista statunitense
- 4 marzo - Vladimir Vladimirovič Kozlov, ex calciatore sovietico
- 4 marzo - Franco Melidoni, attore italiano
- 4 marzo - Jean-Claude Schmitt, storico e medievista francese
- 5 marzo - Rocky Bleier, ex giocatore di football americano statunitense
- 5 marzo - Guerrino Boatto, pittore e illustratore italiano († 2018)
- 5 marzo - Antonio Borruto, ex calciatore italiano
- 5 marzo - Palma Calderoni, cantante italiana († 2019)
- 5 marzo - Martin van Creveld, storico israeliano
- 5 marzo - Köksal Engür, attore e doppiatore turco († 2023)
- 5 marzo - Graham Hawkins, allenatore di calcio e calciatore inglese († 2016)
- 5 marzo - Arthur Kenney, ex cestista statunitense
- 5 marzo - Juan Carlos Mamelli, ex calciatore argentino
- 5 marzo - Ian McPhee, ex calciatore scozzese
- 5 marzo - Lova Moor, cantante, ballerina e attrice francese
- 5 marzo - Giannīs Parios, cantante greco
- 5 marzo - Bob Quick, ex cestista statunitense
- 5 marzo - Andy Russell, giocatore di football americano statunitense († 2024)
- 5 marzo - J.T. Thomas, ex giocatore di football americano statunitense
- 5 marzo - Volodymyr Tukmakov, scacchista ucraino
- 6 marzo - Patrick Baudry, aviatore e astronauta francese
- 6 marzo - David Gilmour, cantautore, polistrumentista e compositore britannico
- 6 marzo - Richard Rutowski, produttore cinematografico, attore e sceneggiatore statunitense
- 6 marzo - Peter Utzschneider, ex bobbista tedesco
- 7 marzo - Gisella Burinato, attrice italiana
- 7 marzo - Michael Chaplin, attore statunitense
- 7 marzo - Aleksandr Dolgušin, pallanuotista sovietico († 2006)
- 7 marzo - Matthew Fisher, musicista, cantante e compositore britannico
- 7 marzo - Daniel Goleman, psicologo, scrittore e giornalista statunitense
- 7 marzo - John Heard, attore statunitense († 2017)
- 7 marzo - Okko Kamu, violinista e direttore d'orchestra finlandese
- 7 marzo - Zsuzsa Koncz, cantante ungherese
- 7 marzo - Tommaso Palladino, attore italiano
- 7 marzo - Carlos Reinoso, allenatore di calcio e ex calciatore cileno
- 7 marzo - Karel Vrolijk, ex cestista olandese
- 7 marzo - Peter Wolf, cantante statunitense
- 8 marzo - Suzana Ardeleanu, ex schermitrice rumena
- 8 marzo - Stephanie Defina, ex tennista statunitense
- 8 marzo - Robert Jaworski, ex cestista, allenatore di pallacanestro e politico filippino
- 8 marzo - Randy Meisner, musicista statunitense († 2023)
- 8 marzo - Michel de Rostolan, politico e giornalista francese
- 8 marzo - Alba Sasso, politica italiana
- 8 marzo - Tonicha, cantante portoghese
- 9 marzo - Alexandra Bastedo, attrice britannica († 2014)
- 9 marzo - Daniela Bognolo, cestista italiana
- 9 marzo - Silvano Chinni, pittore e scultore italiano († 2011)
- 9 marzo - Bernd Hölzenbein, calciatore tedesco occidentale († 2024)
- 9 marzo - Manuela Kustermann, attrice italiana
- 9 marzo - Arnaud de Rosnay, surfista, fotografo e avventuriero francese († 1984)
- 9 marzo - Warren Skaaren, produttore cinematografico e sceneggiatore statunitense († 1990)
- 9 marzo - Fulvio Sodano, prefetto italiano († 2014)
- 9 marzo - Augusto Zucchi, attore, regista e sceneggiatore italiano
- 10 marzo - Giuliano Boffardi, politico e scrittore italiano († 2025)
- 10 marzo - Luc Brisson, storico canadese
- 10 marzo - Curley Culp, giocatore di football americano statunitense († 2021)
- 10 marzo - Renzo Foa, giornalista italiano († 2009)
- 10 marzo - Hiroshi Fushida, ex pilota automobilistico giapponese
- 10 marzo - Bill Gaines, ex cestista statunitense
- 10 marzo - Gianni Giudici, pilota automobilistico italiano
- 10 marzo - Claudio Montepagani, ex calciatore italiano
- 10 marzo - Peter Temple, scrittore australiano († 2018)
- 10 marzo - Jim Valvano, cestista e allenatore di pallacanestro statunitense († 1993)
- 11 marzo - Carlo Boso, attore e regista italiano
- 11 marzo - Ovie Carter, fotografo statunitense
- 11 marzo - Mark Metcalf, attore statunitense
- 11 marzo - Firmin Onissah, ex cestista francese
- 11 marzo - Carlo Ossola, filologo e critico letterario italiano
- 11 marzo - Hristo Projkov, vescovo cattolico bulgaro
- 12 marzo - Angelo Angelelli, arbitro di calcio italiano († 2022)
- 12 marzo - Dean Cundey, direttore della fotografia statunitense
- 12 marzo - Ernesto Grassani, fumettista italiano
- 12 marzo - Ludo Martens, storico e politico belga († 2011)
- 12 marzo - Liza Minnelli, attrice, cantante e ballerina statunitense
- 12 marzo - Bruno Pellegrino, politico, giornalista e scrittore italiano
- 12 marzo - Amadeo Rodríguez Magro, vescovo cattolico spagnolo
- 12 marzo - Frank Welker, attore e doppiatore statunitense
- 13 marzo - James Acheson, costumista e scenografo britannico
- 13 marzo - Yann Arthus-Bertrand, fotografo, giornalista e ambientalista francese
- 13 marzo - Athina Cenci, attrice, cabarettista e conduttrice televisiva italiana
- 13 marzo - Giulio Mencuccini, vescovo cattolico italiano
- 13 marzo - Yonatan Netanyahu, militare e scrittore israeliano († 1976)
- 13 marzo - Jaroslav Nešetřil, matematico ceco
- 13 marzo - Ryūsuke Ōbayashi, doppiatore giapponese
- 13 marzo - Giulio Borrelli, giornalista e politico italiano
- 13 marzo - Fatty Taylor, cestista statunitense († 2017)
- 13 marzo - Angelo Torricelli, architetto e teorico dell'architettura italiano
- 14 marzo - Zygmunt Anczok, ex calciatore polacco
- 14 marzo - Álvaro Arzú, politico guatemalteco († 2018)
- 14 marzo - Mieke Bal, docente e artista olandese
- 14 marzo - José Guilherme Baldocchi, ex calciatore brasiliano
- 14 marzo - Sven Grahn, ingegnere svedese
- 14 marzo - Cazimir Ionescu, politico e ingegnere romeno
- 14 marzo - Steve Kanaly, attore statunitense
- 14 marzo - Andrzej Kasprzak, cestista polacco († 2023)
- 14 marzo - Theresa Knorr, criminale statunitense
- 14 marzo - Henry Logan, cestista statunitense († 2023)
- 14 marzo - Andrew Thomas Smith, zoologo statunitense
- 14 marzo - Wes Unseld, cestista, allenatore di pallacanestro e dirigente sportivo statunitense († 2020)
- 15 marzo - John Dempsey, calciatore irlandese († 2024)
- 15 marzo - Naomi Foner, sceneggiatrice e regista statunitense
- 15 marzo - Marie-Hélène Gillig, politica francese
- 15 marzo - Murray Head, cantante e attore britannico
- 15 marzo - Beverly Matherne, scrittrice statunitense
- 15 marzo - Marc Prensky, scrittore statunitense
- 15 marzo - Rossano, cantante e attore italiano († 1976)
- 15 marzo - Ian Scott, ex calciatore scozzese
- 15 marzo - Giuseppe Sottile, giornalista e scrittore italiano
- 15 marzo - David Wall, ballerino britannico († 2013)
- 15 marzo - Art Wilmore, ex cestista e allenatore di pallacanestro statunitense
- 16 marzo - Alberto Abate, pittore italiano († 2012)
- 16 marzo - Chris Foss, artista e disegnatore britannico
- 16 marzo - J.Z. Knight, predicatrice statunitense
- 16 marzo - Virgilio Pante, vescovo cattolico e missionario italiano
- 16 marzo - Guesch Patti, cantante, danzatrice e attrice francese
- 16 marzo - Ivan Romanzini, allenatore di calcio, dirigente sportivo e calciatore italiano († 2023)
- 17 marzo - John Baines, egittologo britannico
- 17 marzo - Bobby Croft, cestista canadese († 2014)
- 17 marzo - Michael Finnissy, compositore e pianista inglese
- 17 marzo - Maggie Hemingway, scrittrice britannica († 1993)
- 17 marzo - Keith Hudson, produttore discografico e cantante giamaicano († 1984)
- 17 marzo - Francesco Pazienza, agente segreto italiano († 2025)
- 18 marzo - Andrea Bulgarella, imprenditore e dirigente sportivo italiano († 2025)
- 18 marzo - Fred Foster, cestista statunitense († 1985)
- 18 marzo - Milko Gajdarski, calciatore bulgaro († 1989)
- 18 marzo - José Huertas González, ex wrestler e politico portoricano
- 18 marzo - Michel Leclère, pilota di Formula 1 francese
- 18 marzo - Mike Lewis, ex cestista statunitense
- 18 marzo - Ivan Pinheiro, politico brasiliano
- 19 marzo - Bigas Luna, regista, sceneggiatore e designer spagnolo († 2013)
- 19 marzo - Giuseppe Corbellini, allenatore di calcio e ex calciatore italiano
- 19 marzo - Keith Ellis, bassista britannico († 1978)
- 19 marzo - Ognjan Gerdžikov, politico e giurista bulgaro
- 19 marzo - John Gribbin, saggista britannico
- 19 marzo - Roar Grønvold, ex pattinatore di velocità su ghiaccio norvegese
- 19 marzo - Richard Joseph Malone, vescovo cattolico statunitense
- 19 marzo - Tommy McConville, allenatore di calcio e calciatore irlandese († 2013)
- 19 marzo - Diana Soviero, soprano statunitense
- 19 marzo - Wang Xueqi, attore e regista cinese
- 20 marzo - Stefano Gragnani, attore italiano
- 20 marzo - Erik Just Olsen, ex calciatore norvegese
- 20 marzo - Yasuaki Kurata, artista marziale e attore giapponese
- 20 marzo - Barry Smith, batterista e percussionista statunitense († 2017)
- 20 marzo - Alfio Speranza, politico italiano
- 21 marzo - Catherine Barthélémy, fisiologa e psichiatra francese
- 21 marzo - Graham Brown, ex calciatore inglese
- 21 marzo - Timothy Dalton, attore britannico
- 21 marzo - Ray Dorset, chitarrista e cantante britannico
- 21 marzo - Alberto Perino, attivista italiano († 2024)
- 21 marzo - Joaquín Pujol, ex nuotatore spagnolo
- 21 marzo - Joseph Mitsuaki Takami, arcivescovo cattolico giapponese
- 22 marzo - Oliver Acquah, ex calciatore ghanese
- 22 marzo - Andrej Balašov, velista russo († 2009)
- 22 marzo - Don Chaney, ex cestista e allenatore di pallacanestro statunitense
- 22 marzo - Rivka Golani, violista israeliana
- 22 marzo - Jerry Jemmott, bassista e contrabbassista statunitense
- 22 marzo - Larry Langford, politico statunitense († 2019)
- 22 marzo - Jim Leverton, bassista britannico
- 22 marzo - Gert Nygårdshaug, scrittore norvegese
- 22 marzo - Rudy Rucker, scrittore, matematico e informatico statunitense
- 22 marzo - Wiesław Rudkowski, pugile polacco († 2016)
- 22 marzo - Jan Smejkal, scacchista ceco
- 22 marzo - Harry Vanda, chitarrista, produttore discografico e paroliere olandese
- 23 marzo - Qamaruzzaman Azmi, filosofo e oratore indiano
- 23 marzo - Nunzio Bibbò, scultore italiano († 2014)
- 23 marzo - Verner Blaudzun, ex ciclista su strada danese
- 23 marzo - Jean-Claude Bonato, ex cestista e allenatore di pallacanestro francese
- 23 marzo - Jan Poulsen, allenatore di calcio e ex calciatore danese
- 23 marzo - Barbara Rhoades, attrice statunitense
- 23 marzo - Ray Ruffels, ex tennista australiano
- 23 marzo - Giancarlo Sepe, regista teatrale italiano
- 23 marzo - Gianfranco Todisco, vescovo cattolico italiano
- 23 marzo - Lori Williams, attrice cinematografica statunitense
- 23 marzo - Paolo Zellini, matematico e saggista italiano
- 24 marzo - Klaus Dinger, batterista tedesco († 2008)
- 24 marzo - Maurizio Gori, ex calciatore italiano
- 24 marzo - Alois Jagodic, ex calciatore austriaco
- 24 marzo - Giancarlo Morelli, ex calciatore italiano
- 24 marzo - Colin Petersen, batterista australiano († 2024)
- 25 marzo - Daniel Bensaïd, filosofo, attivista e saggista francese († 2010)
- 25 marzo - Paolo Bergonzoni, ex cestista italiano
- 25 marzo - Stephen Hunter, scrittore, giornalista e critico cinematografico statunitense
- 25 marzo - Maurice Krafft, vulcanologo francese († 1991)
- 25 marzo - Hans Pirkner, calciatore austriaco († 2025)
- 25 marzo - Ildikó Rónay-Matuscsák, ex schermitrice ungherese
- 25 marzo - Gerard John Schaefer, serial killer e poliziotto statunitense († 1995)
- 26 marzo - Judith Baldwin, attrice statunitense
- 26 marzo - Johnny Crawford, attore, cantante e musicista statunitense († 2021)
- 26 marzo - Jean-Pierre Denis, regista e sceneggiatore francese
- 26 marzo - Sergio Girardi, ex calciatore italiano
- 26 marzo - William Onyeabor, musicista e cantante nigeriano († 2017)
- 26 marzo - Erasmo Salemme, allenatore di pallavolo e ex pallavolista italiano
- 26 marzo - Simeon Simeonov, calciatore bulgaro († 2000)
- 26 marzo - Jack Thompson, ex cestista statunitense
- 26 marzo - Ljudmila Titova, ex pattinatrice di velocità su ghiaccio sovietica
- 26 marzo - Jacques Vriens, scrittore olandese
- 26 marzo - Ravi Zacharias, teologo, saggista e pastore protestante canadese († 2020)
- 27 marzo - Andy Bown, polistrumentista e compositore britannico
- 27 marzo - Andrea Giordana, attore italiano
- 27 marzo - Boris Kopejkin, ex calciatore e allenatore di calcio sovietico
- 27 marzo - Leonardo Marino, attivista italiano
- 27 marzo - Cristiano Minellono, paroliere, attore teatrale e autore televisivo italiano
- 27 marzo - Dora Schwarzberg, violinista austriaca
- 27 marzo - Carl Weintraub, attore statunitense
- 28 marzo - Claudette Herbster-Josland, ex schermitrice francese
- 28 marzo - Wubbo Ockels, fisico e astronauta olandese († 2014)
- 28 marzo - Henry Paulson, politico e banchiere statunitense
- 28 marzo - Teresa Sarti Strada, filantropa italiana († 2009)
- 28 marzo - Alejandro Toledo, politico peruviano
- 28 marzo - Ralph Willard, ex cestista, allenatore di pallacanestro e dirigente sportivo statunitense
- 29 marzo - Claus Bury, scultore tedesco
- 29 marzo - Paul Herman, attore statunitense († 2022)
- 29 marzo - Philip Heselton, ambientalista e scrittore britannico
- 29 marzo - Francis Jordane, allenatore di pallacanestro francese
- 29 marzo - Sammy Little, ex cestista e allenatore di pallacanestro statunitense
- 29 marzo - Antonino Lombardo, carabiniere italiano († 1995)
- 29 marzo - Robert Shiller, economista statunitense
- 29 marzo - Billy Thorpe, cantautore australiano († 2007)
- 29 marzo - Bruce Weber, fotografo e regista statunitense
- 30 marzo - Gabrio Avanzati, politico italiano († 2002)
- 30 marzo - Enrico Bovone, cestista italiano († 2001)
- 30 marzo - Werner Friese, calciatore e allenatore di calcio tedesco orientale († 2016)
- 30 marzo - Dori Ghezzi, cantante italiana
- 30 marzo - Eoin Hand, allenatore di calcio e ex calciatore irlandese
- 30 marzo - Tony Hurt, ex canottiere neozelandese
- 30 marzo - Pekka Loiri, designer finlandese
- 30 marzo - Abdullah Namat, calciatore malaysiano († 2020)
- 30 marzo - Svein Erik Paulsen, ex pugile norvegese
- 30 marzo - Mario Pulvirenti, matematico italiano
- 30 marzo - Giacomo Puosi, ex velocista italiano
- 30 marzo - Arsenij Borisovič Roginskij, storico e bibliografo russo († 2017)
- 31 marzo - Giuliano Bertarelli, ex calciatore italiano
- 31 marzo - Giorgio Chessari, politico italiano
- 31 marzo - Enrico Hüllweck, politico italiano
- 31 marzo - Víctor Hugo Jara, ex calciatore argentino
- 31 marzo - Ľubomír Kotleba, ex arbitro di pallacanestro e dirigente sportivo slovacco
- 31 marzo - John Leypoldt, giocatore di football americano statunitense († 1987)
- 31 marzo - Franco Maltomini, filologo classico, grecista e papirologo italiano
- 31 marzo - Eric Martin, ex calciatore scozzese
- 31 marzo - Saskia Noorman-den Uyl, politica olandese
- 31 marzo - Yves Pignot, attore, insegnante e regista teatrale francese
- 31 marzo - Fiorello Provera, politico italiano
- 31 marzo - Osvaldo Scrivani, politico italiano
- 31 marzo - Antoine Spire, giornalista francese
- 31 marzo - Klaus Wolfermann, giavellottista tedesco († 2024)